# Californium
Californium (opkaldt efter delstaten Californien i USA, eller nærmere, denne stats universitetsvæsen) er det 98. grundstof i det periodiske system, og har det kemiske symbol Cf. Under normale temperatur- og trykforhold optræder dette actinid som et radioaktivt metal.

## Egenskaber
Californium er blevet fremstillet i mængder der kan vejes, og det har givet mulighed for at studere enkelte af dette stofs egenskaber. Man har fremstillet og undersøgt enkelte kemiske forbindelser med californium; californiumoxid (Cf2O3), californiumtriklorid (CfCl3) og californiumoxyklorid (CfOCl). Californium kan tilsyneladende kun eksistere stabilt som ioner i en vandig opløsning, i form af den trivalente Californium(III)-kation.
Isotopen californium-252, med en halveringstid på 2.6 år, er en intens neutronkilde; ét mikrogram californium udsender 170 millioner neutroner per minut. I uran-"brændsel" til atomkraftværker skal indholdet af curium holdes under en vis grænse, fordi dette stof under det neutronbombardement som foregår i brændslet når det bruges i en reaktor, omdannes til californium: Dette stof bidrager i sig selv med "ekstra" neutroner, hvilket gør det brugte brændsel mere strålingsfarligt og sværere at håndtere.

## Tekniske anvendelser
Da californium er meget dyrt og besværligt at fremstille, bruges det kun til ganske få højt specialiserede formål, primært som strålingskilde. Stoffets evne til at udsende neutroner bruges til at starte den nukleare kædereaktion i atomreaktorer, i strålebehandling af visse former for kræft i hjerne og livmoder, i udstyr til at spore metaltræthed i flyvemaskine-komponenter vand i råolie, og i udstyr til at påvise forekomster guld- og sølv "i felten", samt i neutronaktiverings-udstyr til lufthavne, som påviser eventuelt sprængstof i fly-bagage.
I oktober 2006 brugte man isotopen californium-249 som et af "udgangsmaterialerne" i fremstillingen af ununoctium.

### Militære anvendelser
Isotopen californium-251 er kendetegnet ved en dødelig men forholdsvis kortlivet (sammenlignet med stoffer der normalt bruges i kernevåben) radioaktiv stråling, samt en lav kritisk masse: Det har ledt til spekulationer om muligheden for "lomme-atombomber", men dels kan en sådan bombe næppe kan laves med en vægt under 2 kilogram, dels vil sådan et våben være ekstremt kostbart at bygge.
Andre militære anvendelser, så som at sprede det stærkt radioaktive stof over et område, er ikke umulige, men er etisk angribelige og følsomt overfor vejr og jordbundsforhold når og hvor de bruges.

## Forekomst
Der findes ikke naturligt californium her på Jorden, men det gør der andre steder: Man kan påvise stoffet i resterne efter supernova-eksplosioner ad spektroskopisk vej.

## Historie
Californium blev første gang syntetiseret ved University of California af Stanley G. Thompson, Kenneth Street, Jr., Albert Ghiorso og Glenn T. Seaborg, som offentliggjorde deres opdagelse den 17. marts 1950. De havde bombarderet et "mål" af ganske få mikrogram curium-242 med alfapartikler, leveret af Berkeleys 60-tommers cyklotron ved en energi af 35 MeV — resultatet var atomkerner af californium-245 med en halveringstid på 44 minutter, samt en fri neutron.

## Isotoper af californium
Man kender 19 forskellige isotoper af californium, som alle er radioaktive: De mest stabile er californium-251 med en halveringstid på 898 år, californium-249 med 351 år og californium-250 med 13 år, mens de fleste andre isotoper har halveringstider under 20 minutter.